# ArenaBowl X
Match précédent Match suivant
L'ArenaBowl X est le dixième ArenaBowl de l'Arena Football League. Le match met en présence le numéro deux de la saison, le Storm de Tampa Bay, de la conférence nationale et les numéro 1, les Barnstormers de l'Iowa de la conférence américaine. Les deux équipes terminent leur saison régulière avec un bilan de 12-2, mais l'Iowa a un meilleur bilan en conférence (7-2 à 6-2). Pour le Storm, ils espèrent remporter leur quatrième titre de champion en six apparitions, alors que les Barnstormers (pour leur deuxième saison) tentent de remporter leur tout premier championnat.
Le match se déroule le 26 août 1996 au Iowa Veterans Memorial Auditorium à Des Moines en Iowa devant 11 411 spectateurs.

## Sommaire du match
Au premier quart-temps, Tampa Bay marque en premier, le quarterback  Jay Gruden complétant une passe de touchdown de 12 yards à Lynn Rowland, mais les Barnstormers prennent l'avantage, le quarterback Kurt Warner complétant une passe de touchdown de 16 yards à Chris Spencer et une autre de 30 yards à Lamont Cooper. Le Storm clôt la période avec Gruden complétant une passe de TD de 30 yards à George LaFrance (avec une transformation ratée).
Au deuxième quart-temps, l'Iowa augmente son avance avec Warner qui complète une passe de touchdown de neuf yards à Willis Jacox. Pourtant, Tampa Bay prend le contrôle et Gruden complète une passe de TD de 35 yards à Stevie Thomas. Ensuite, Thomas retourne une interception de neuf yards pour un autre touchdown. Les Barnstormers terminent la mi-temps avec Ron Moran pour un rush d'un yard et un touchdown .
Au troisième quart-temps, le Storm prend l'avantage avec Gruden complétant une passe de touchdown de 21 yards à Ivan Caesar, mais l'Iowa répond avec le kicker Mike Black en inscrivant un field goal de 32 yards.
Au quatrième quart-temps, les Barnstormers ont reprennent l'avance grâce à Warner et Spencer qui se retrouvent encore lors d'une passe de touchdown de quatre yards. Tampa Bay reprend l'avantage quand Gruden et Thomas se retrouvent à nouveau pour un touchdown de sept yards. Par la suite, Warner mène l’Iowa en fin de match vers la ligne de un yard du Storm, mais sur quatre downs consécutifs, Tampa Bay empêche les Barnstormers d'entrer dans la zone de but.
Avec cette victoire, le Storm remporte son quatrième titre en six saisons.

## Évolution du score
| Temps           | Description des actions                                                                                   | Score TB - IO | Score TB - IO |
| --------------- | --- | ------------- | ------------- |
| 1er Quart-temps | |               |               |
| 09:32           | TD de 12 yards par Rowland à la suite d'une passe de Gruden (PAT de Cimadevilla)                          |               | 07-0          |
| 06:48           | TD de 16 yards par Spencer à la suite d'une passe de Warner (PAT de Black)                                | Égalité       | 07-07         |
| 02:02           | TD de 30 yards par Cooper à la suite d'une passe de Warner (PAT de Black)                                 |               | 07-14         |
| 00:00           | TD de 30 yards par LaFrance à la suite d'une passe de Gruden (PAT manqué de Cimadevilla)                  |               | 13-14         |
| 2e Quart-temps  | |               |               |
| 10:46           | TD de 9 yards par Jacox à la suite d'une passe de Warner (PAT de Black)                                   |               | 13-21         |
| 00:59           | TD de 35 yards par Thomas à la suite d'une passe de Gruden (conversion de 2 pts par Gruden pour LaFrance) | Égalité       | 21-21         |
| 00:36           | Interception retournée pour 9 yards par Thomas (PAT de Cimadevilla)                                       |               | 28-21         |
| 00:09           | TD de 1 yards à la course par Moran (PAT de Black)                                                        | Égalité       | 28-28         |
| 3e Quart-temps  | |               |               |
| 05:46           | TD de 21 yards par Caesar à la suite d'une passe de Gruden (PAT de Cimadevilla)                           |               | 35-28         |
| 00:03           | FG de 32 yards par Black                                                                                  |               | 35-31         |
| 4e Quart-temps  | |               |               |
| 11:55           | TD de 4 yards par Thomas à la suite d'une passe de Gruden (PAT de Cimadevilla)                            |               | 42-31         |
| 08:22           | TD de 7 yards par Spencer à la suite d'une passe de Warner (PAT de Black)                                 |               | 42-38         |

## Les équipes en présence
| Joueur            | Position       | Université           |
| ----------------- | -------------- | -------------------- |
| Terry Beauford    | OL/DL, G       | Florida A&M          |
| Sylvester Bembery | OL/DL          | Central Florida      |
| Eddie Brown       | WR/LB          | Michigan State       |
| Ivan Caesar       | LB             | Boston Col.          |
| Richard Carey     | DB             | Idaho                |
| Jorge Cimadevilla | K              | East Tennessee State |
| Corris Ervin      | DS, DB, CB, DB | Central Florida      |
| Willie Fears      | DE             | NW State (LA)        |
| Jay Gruden        | QB             | Louisville           |
| Johnnie Harris    | DB             | Mississippi St.      |
| Robert Jackson    | FB/LB          | Florida A&M          |
| Jerold Jeffcoat   | OL/DL, DT      | Temple               |
| Tony Jones        | FB/LB          | Illinois State       |
| George LaFrance   | OS             | Baker (KS)           |
| Joe March         | OL/DL, DE      | Murray State         |
| Connell Maynor    | QB             | North Carolina A&T   |
| Cedric McKinnon   | FB/LB          | Bethune-Cookman      |
| Tracey Perkins    | DS, DB         | Lamar (TX)           |
| Lamar Rogers      | DE             | Auburn               |
| Lynn Rowland      | OL/DL          | Arkansas State       |
| Lawrence Samuels  | WR/LB          | Livingston (AL)      |
| Tracy Sanders     | WR/DB, DB      | Florida State        |
| Stevie Thomas     | WR/LB          | Bethune-Cookman      |
| Lonnie Turner     | WR, WR/DB      | Cal Poly-Ponoma      |
| Carl Watts        | OL/DL          | North Carolina       |
| Kent Wells        | DT             | Nebraska             |
| Wayne Williams    | WR/DB          | Louisiana State      |
| Antoine Worthman  | WR/DB, DB      | Illinois State       |
| Willie Wyatt      | NT             | Alabama              |

| Joueur            | Position  | Université              |
| ----------------- | --------- | ----------------------- |
| Mike Black        | K         | Boise State             |
| Larry Blue        | FB/LB     | Iowa                    |
| David Bush        | OL/DL     | South Dakota            |
| Toney Catchings   | LB        | Cincinnati              |
| Andy Chilcote     | FB/LB     | Wisconsin-Stevens Point |
| Leonard Conley    | WR/LB     | Miami (FL)              |
| Lamart Cooper     | OS        | Wayne State (NE)        |
| Matt Eller        | OL/DL     | Bethel College (MN)     |
| Weyland Harding   | DS        | Iowa State              |
| Todd Harrington   | WR/DB     | Northern Iowa           |
| Harvie Herrington | DE, OL/DL | Western Illinois        |
| Steve Houghton    | OL/DL     | Ferris State (MI)       |
| Garry Howe        | NT        | Colorado                |
| Willis Jacox      | WR, WR/DB | North Dakota            |
| Carlos James      | WR/DB     | Iowa                    |
| Harold Jasper     | WR/DB     | Iowa                    |
| Ron Lopez         | QB        | Utah State              |
| Ron Moran         | FB/LB, LB | Southern Illinois       |
| Ryan Murray       | WR/DB     | Saint John's            |
| Rick Schaaf       | OL/DL     | Wisconsin-LaCrosse      |
| Calvin Shakoor    | WR/DB     | Central State (OH)      |
| Chris Spencer     | WR/LB     | Iowa State              |
| Matt Steeple      | OL/DL     | Morgan State            |
| Kurt Warner       | QB        | Northern Iowa           |
| Tony Young        | WR/DB     | Albany State (GA)       |

## Statistiques par équipe
| Données                   | Tampa Bay | Iowa  |
| ------------------------- | --------- | ----- |
| 1er Downs                 | 18        | 19    |
| Yards à la course         | 13        | 9     |
| Yards à la passe          | 264       | 316   |
| Fumbles/Perdu             | 0/0       | 3/0   |
| Yards en retour de Fumble | 0         | 0     |
| Pénalités/Yards           | 4/17      | 8/47  |
| Temps de possession       | 25:19     | 34:41 |
| Conversion de 3e Down     | 3/6       | 3/5   |
| Conversion de 4e Down     | 0/0       | 0/0   |